# Потез VIII
Потез VIII  је једномоторни, двоседи, двокрили француски авион намењен обуци пилота и туристичким и пословним потребама.

## Пројектовање и развој
Авион су пројектовали Henry Potez i Louis Coroller, као туристички авион, али је у току експлоатације служио и као авион за обуку пилота. Конструисан је крајем 1919. године, први пут полетео почетком 1920. и коришћен је у периоду између два светска рата.

## Технички опис
Потез VIII је двокрили двоседи једномоторни авион потпуно дрвене конструкције. Труп му је правоугаоног попречног пресека, облепљен импрегнираним платном. Авион је најчешће био опремљен ваздухом хлађеним радијалним мотором са 6 цилиндара, Анзани 6А снаге 0д 60 до 80 KS. На вратилу мотора је била причвршћена двокрака, вучна, дрвена елиса, непроменљивог корака. У трупу су била два седишта постављена у тандем редоследу (једно иза другог). Предњи горњи део трупа од мотора до иза другог кокпита је био пресвучен алуминијумским лимом. Крила су била дрвене конструкције пресвучена импрегнираним платном релативно танког профила са две рамењаче. Крилца за управљање авионом су се налазила и на горњим крилима. Крила су између себе била повезана са два пара дрвених упорница. Затезачи су били од клавирске челичне жице. Оба крила су имала облик правоугаоника. Стајни орган је био класичан фиксан са крутом осовином, мада има и авиона који су изведени са стајним трапом у облику четвороточкастих колица.

### Варијанте авиона Потез VIII
Авион Потез VIII је прављен у неколико варијанти:
- Потез VIII прототип - Потез A-4 мотор, 41 kW (55 KS)
- Потез VIII - Анзани 6А мотор, 37 kW (50 KS)
- Потез VIII А - Анзани 6А мотор, 52 kW (70 KS)
- Потез VIII H - Хидроавион
- Потез VIII P - Планер једноседа једрилица
- Потез VIII R - Посада седи раме уз раме, Ле Роне 9Ц мотор, 67 kW (90 KS).

## Земље које су користиле Авион Потез VIII
- Бугарска
- Француска
- Румунија
- Краљевина Југославија
- Иран
- Пољска

## Оперативно коришћење
Аvion Потез VIII је пре свега био туристички авион који се користио и за пословне сврхе али је сматран и за једним од најекономичнијих школских авиона. Био је веома лак за управљање, стабилан у лету али и веома покретљив, способан за све врсте ваздушних акробација. Овај авион се масовно користио у Француској а током 1923. године Пољска је увезла известан број ових авиона за своје клубове а Бугарска је купила 4 комада. Коришћени су и у Кини у пилотским школама. Осим њих, Краљевина СХС (Југославија) је набавила само један авион.

### Коришћење авиона Потез VIII у Краљевини Југославији
Једини југословенски Потез VIII (Nо 365) увезен је 1923. године из Француске. С обзиром да је у то време било актуелно увођење извиђачких Потеза XV у Војно Ваздухопловство Краљевине СХС, а како је новом ваздухопловству био потребан и школски авион, фабрика "Потез" је испоруком овог авиона хтела да обезбеди посао, али до веће набавке није дошло. Авион је био опремљен мотором Анзани 6 Аб. Авион Nо 365 је носио једно време и стреласте ознаке, што јасно говори о времену његовог доласка у Краљевини СХС јер су “шеврони” коришћени до средине 1924. године.